# Площа Князя Святослава
Пло́ща Кня́зя Святосла́ва — площа у Залізничному районі міста Львова, в місцевості Клепарів. Розташована між вулицями Ярослава Мудрого, Станіслава-Нестора Морозенка, Олени Степанівни та Івана Гушалевича.

## Опис
Довжина площі близько 100 м, ширина близько 60 м. Зі сходу площа прилягає до вулиці Ярослава Мудрого, з півдня — до вулиці Морозенка; при західній частині площі починається вулиця Олени Степанівни. Посередині розташована автомобільна стоянка.

## Історія та забудова
У XIX столітті район навколо сучасної вулиці Ярослава Мудрого був місцем розташування військових, що, зокрема, відображено і в назвах (сучасних та колишніх) вулиць. Тому цю дільницю Львова активно не забудовували і лише 1885 року було розплановано площу Юзефа Бема, названа так на честь польського полководця, учасника Листопадового повстання 1830-1831 років, будівничого Юзефа Бема. Під час німецької окупації — Де Віттепляц, названа на честь будівничого Домініканського костелу у Львові та військового коменданта Кам'янця-Подільського Яна де Вітте. У липні 1944 року повернена передвоєнна назва площі і вже 1946 року перейменована на площу Ярослава Мудрого, на честь Великого князя київського Ярослава Мудрого. Сучасна назва — площа Князя Святослава від 1993 року, перейменована на честь київського князя Святослава Ігоровича.
В архітектурному ансамблі площі Князя Святослава присутні класицизм, віденська сецесія, сучасна житлова забудова 2010—2020-х років.
№ 3 — в будинку у міжвоєнний період містилася фабрика зброї та механізмів «Арма» (пол. Fabryka Broni і Maszyn «Arma»), де виготовлявся широкий асортимент військової амуніції — від солдатських ложок та мисливських лапок до кавалерійських шабель, мисливської та спортивної зброї. Продукція, що вироблялася на підприємстві експортувалася за межі Польщі, найбільше до країн Близького Сходу. Також на фабриці проводилися роботи з модернізації стрілецької зброї виробництва німецької фабрики «Маузер», а також австрійських гвинтівок і самозарядних пістолетів Манліхера та російських гвинтівок системи Мосіна.
№ 5 — цю адресу за Польщі мала будівля мікви (єврейська ритуальна лазня), зведена у 1912 році за проєктом архітектора Леопольда Райсса, а поряд була невелика торговиця. За радянських часів — до кінця 1970-х років була автобусна станція приміського сполучення (яворівський напрямок). Будівля лазні не збереглася. Нині на цьому місці розташована автомобільна стоянка, а № 5 присвоєний іншому будинку, в якому нині працює приватний садочок «7 зірочок».